# Estany Gémena de Dalt
L'Estany Gémena de Dalt és un llac que es troba en el terme municipal de la Vall de Boí, a la comarca de l'Alta Ribagorça, i dins la zona perifèrica del Parc Nacional d'Aigüestortes i Estany de Sant Maurici.
«El nom deriva del llatí "stagna gemina", estanys bessons».
El llac, d'origen glacial, està situat a 2.272 metres d'altitud, en el sector nord-oriental de la Vall de Llubriqueto. Té una superfície de 7,6 hectàrees i 34 metres de fondària màxima. Per la seva riba septentrional rep les aigües del més meridional dels Estanys Gelats (N); i drena per l'extrem meridional cap al seu bassó: l'Estany Gémena de Baix (S).
Situat en la zona central del Circ de Gémena, cal remarcar, al seu voltant, els cims de: Pic de l'Estany Gémena (SO), Pic de Baserca (NO), Punta Senyalada (NNO), Pic d'Abellers (NNE), Besiberri Sud (NNE), Pic de Comaloforno (NE), Punta de Passet (NE) i Punta de Lequeutre (NE); tots, menys els dos primers, per sobre dels 2.900 metres i dos d'ells per damunt dels 3.000.

## Rutes[4]
Des de l'Estany Gémena de Baix, vorejant-lo per qualsevol de les seves ribes.